# Lycodes sadoensis
Lycodes sadoensis är en fiskart som beskrevs av Toyoshima och Honma, 1980. Lycodes sadoensis ingår i släktet Lycodes och familjen tånglakefiskar. IUCN kategoriserar arten globalt som otillräckligt studerad. Inga underarter finns listade i Catalogue of Life.